# Miejskie wieże strażnicze we Flandrii, Walonii i północnej Francji
Miejskie wieże strażnicze we Flandrii, Walonii i północnej Francji – wspólna nazwa 56 dzwonnic typu beffroi, znajdujących się we Francji (23 obiekty) i w Belgii (33 obiekty), wpisanych na listę światowego dziedzictwa UNESCO. 

Lokalizacja dzwonnic

## Lista

### Belgia

#### Walonia
| Zdjęcie | Nazwa               | Miejscowość | Rok wpisania na listę |
| ------- | ------------------- | ----------- | --------------------- |
|         | Ratusz w Binche     | Binche      | 1999                  |
|         | Ratusz w Charleroi  | Charleroi   | 1999                  |
|         | Beffroi de Mons     | Mons        | 1999                  |
|         | Beffroi de Tournai  | Tournai     | 1999                  |
|         | Beffroi de Gembloux | Gembloux    | 2005                  |
|         | Beffroi de Namur    | Namur       | 1999                  |

#### Flandria
| Zdjęcie | Nazwa                             | Miejscowość  | Rok wpisania na listę |
| ------- | --------------------------------- | ------------ | --------------------- |
|         | Katedra Najświętszej Marii Panny  | Antwerpia    | 1999                  |
|         | Ratusz w Antwerpii                | Antwerpia    | 1999                  |
|         | Belfort van Herentals             | Herentals    | 1999                  |
|         | Ratusz w Lier                     | Lier         | 1999                  |
|         | Ratusz w Mechelen                 | Mechelen     | 1999                  |
|         | Katedra św. Rumolda               | Mechelen     | 1999                  |
|         | Belfort van Brugge                | Brugia       | 1999                  |
|         | Belfort van Kortrijk              | Kortrijk     | 1999                  |
|         | Belfort van Diksmuide             | Diksmuide    | 1999                  |
|         | Belfort van Veurne                | Veurne       | 1999                  |
|         | Ratusz w Lo                       | Lo           | 1999                  |
|         | Ratusz w Menen                    | Menen        | 1999                  |
|         | Ratusz w Nieuwpoort               | Nieuport     | 1999                  |
|         | Ratusz w Roeselare                | Roeselare    | 1999                  |
|         | Hallentoren                       | Tielt        | 1999                  |
|         | Sukiennice w Ieper                | Ieper        | 1999                  |
|         | Belfort van Aalst                 | Aalst        | 1999                  |
|         | Ratusz w Oudenaarde               | Oudenaarde   | 1999                  |
|         | Belfort van Eeklo                 | Eeklo        | 1999                  |
|         | Belfort van Gent                  | Gandawa      | 1999                  |
|         | Belfort van Dendermonde           | Dendermonde  | 1999                  |
|         | Kościół św. Leonarda              | Zoutleeuw    | 1999                  |
|         | Kolegiata św. Piotra              | Leuven       | 1999                  |
|         | Kościół św. Germana               | Tienen       | 1999                  |
|         | Belfort van Sint-Truiden          | Sint-Truiden | 1999                  |
|         | Bazylika Najświętszej Maryi Panny | Tongeren     | 1999                  |

### Francja

#### Departament Nord
| Zdjęcie | Nazwa                 | Miejscowość | Rok wpisania na listę |
| ------- | --------------------- | ----------- | --------------------- |
|         | Beffroi d'Armentières | Armentières | 2005                  |
|         | Beffroi de Bailleul   | Bailleul    | 2005                  |
|         | Beffroi de Bergues    | Bergues     | 2005                  |
|         | Beffroi de Cambrai    | Cambrai     | 2005                  |
|         | Ratusz w Comines      | Comines     | 2005                  |
|         | Beffroi de Douai      | Douai       | 2005                  |
|         | Ratusz w Dunkierce    | Dunkierka   | 2005                  |
|         | Beffroi de Gravelines | Gravelines  | 2005                  |
|         | Beffroi de Lille      | Lille       | 2005                  |
|         | Beffroi de Loos       | Loos        | 2005                  |

#### Departament Pas-de-Calais
| Zdjęcie | Nazwa                       | Miejscowość      | Rok wpisania na listę |
| ------- | --------------------------- | ---------------- | --------------------- |
|         | Beffroi d'Aire-sur-la-Lys   | Aire-sur-la-Lys  | 2005                  |
|         | Beffroi d'Arras             | Arras            | 2005                  |
|         | Beffroi de Béthune          | Béthune          | 2005                  |
|         | Beffroi de Boulogne-sur-Mer | Boulogne-sur-Mer | 2005                  |
|         | Ratusz w Calais             | Calais           | 2005                  |
|         | Beffroi d'Hesdin            | Hesdin           | 2005                  |

#### Departament Somme
| Zdjęcie | Nazwa                    | Miejscowość   | Rok wpisania na listę |
| ------- | ------------------------ | ------------- | --------------------- |
|         | Beffroi d'Abbeville      | Abbeville     | 2005                  |
|         | Beffroi d'Amiens         | Amiens        | 2005                  |
|         | Beffroi de Doullens      | Doullens      | 2005                  |
|         | Beffroi de Lucheux       | Lucheux       | 2005                  |
|         | Beffroi de Rue           | Rue           | 2005                  |
|         | Beffroi de Saint-Riquier | Saint-Riquier | 2005                  |